# Acanthostichus laticornis
Acanthostichus laticornis é uma espécie de inseto do gênero Acanthostichus, pertencente à família Formicidae.